# 삭소니아
삭소니아(라틴어: Saxonia)는 고대 게르만족의 일파인 색슨족의 원거주지로, 오늘날의 독일 니더작센, 베스트팔렌, 노르트알빙기아, 작센안할트 서부 일대에 해당한다.

## 같이 보기
- 작센 공국